# Midnight Man
«Midnight Man» es el cuarto y último sencillo del segundo álbum de Sandra, Mirrors, y, a la vez, el menos exitoso de todos ellos.
El sencillo fue producido por Michael Cretu, la letra fue escrita por Hubert Kemmler y Klaus Hirschburger, y su música fue compuesta por Hubert Kemmler y Michael Cretu. La carátula del sencillo fue diseñada por Mike Schmidt (Ink Studios) y la fotografía fue tomada por Christine Losta.
La voz masculina que acompañaba a Sandra en la canción era la de Michael Cretu, que también aparecía por breves momentos en su vídeo musical.
Este tema no entró en el top 20 alemán. Solo llegó al puesto número 24.

## Sencillo
- Sencillo 7"

A: «Midnight Man» - 3:03
B: «Mirror of Love» - 4:13
- Sencillo 12"

A: «Midnight Man» (Extended Version) - 5:26
B: «Mirror of Love» - 4:13

## Posiciones
| País (1987)  | Puesto alcanzado |
| ------------ | ---------------- |
| Alemania     | 24               |
| Bélgica (Fl) | 34               |
| Israel       | 12               |
| Italia       | 36               |
| Suecia       | 13               |